# Улица Магазини
Улица Магазини (эст. Magasini tänav) — короткая (180 м) улица в исторической части Тарту, от улицы Мунга до улицы Лай. 

## История
В районе улицы располагался доминиканский монастырь Марии Магдалины (известен с XIII века). Построенная в 1753 году каменная монастырская церковь сгорела во время гигантского пожара 1775 года. Новый каменный храм был построен здесь в 1783 году и освящён в честь Успения Божией Матери.

## Достопримечательности

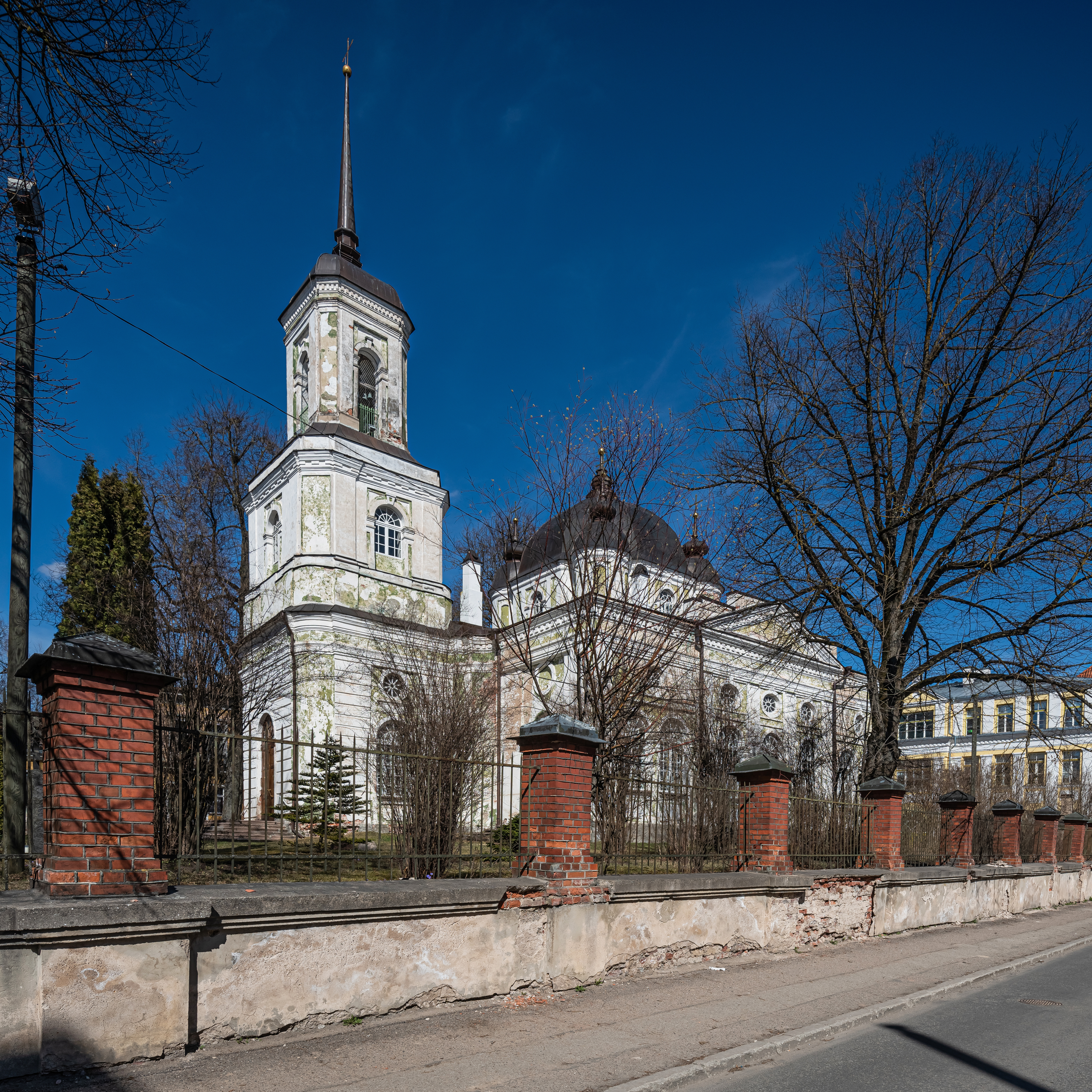
Тартуский кафедральный собор Успения Божьей Матери

д. 1 — Тартуский кафедральный собор Успения Божьей Матери

## Известные жители
На улице жил мэр Тарту (1934—1939) Александр Тыниссон.